# マレー郡 (オクラホマ州)
マレー郡（英: Murray County）は、アメリカ合衆国オクラホマ州の南部に位置する郡である。2010年国勢調査での人口は13,488人であり、2000年の12,623人から6.9%増加した。郡庁所在地はサルファー市（人口4,929人）であり、同郡で人口最大の都市でもある。

## 地理
アメリカ合衆国国勢調査局に拠れば、郡域全面積は425平方マイル (1,101 km2)であり、このうち陸地418平方マイル (1,083 km2)、水域は7平方マイル (17 km2)で水域率は1.57%である。

### 主要高規格道路
- 州間高速道路35号線
- アメリカ国道77号線
- アメリカ国道177号線
- チカソー・ターンパイク
- オクラホマ州道1号線
- オクラホマ州道7号線
- オクラホマ州道110号線

### 隣接する郡
- ポントトク郡 - 北東
- ジョンストン郡 - 南東
- カーター郡 - 南西
- ガービン郡 - 北西

### 国立保護地域
- チカソー国立レクリエーション地域

## 人口動態

人口ピラミッド

以下は2000年の国勢調査による人口統計データである。
| 基礎データ - 人口: 12,623人 - 世帯数: 5,003 世帯 - 家族数: 3,587 家族 - 人口密度: 12人/km2（30人/mi2） - 住居数: 6,479軒 - 住居密度: 6軒/km2（16軒/mi2） 人種別人口構成 - 白人: 80.76% - アフリカン・アメリカン: 1.90% - ネイティブ・アメリカン: 11.57% - アジア人: 0.32% - 太平洋諸島系: 0.03% - その他の人種: 1.16% - 混血: 4.26% - ヒスパニック・ラテン系: 3.15% 年齢別人口構成 - 18歳未満: 24.2% - 18-24歳: 8.0% - 25-44歳: 25.1% - 45-64歳: 24.3% - 65歳以上: 18.5% - 年齢の中央値: 40歳 - 性比（女性100人あたり男性の人口） - 総人口: 97.4 - 18歳以上: 92.8 | 世帯と家族（対世帯数） - 18歳未満の子供がいる: 30.9% - 結婚・同居している夫婦: 57.7% - 未婚・離婚・死別女性が世帯主: 10.2% - 非家族世帯: 28.3% - 単身世帯: 25.2% - 65歳以上の老人1人暮らし: 12.7% - 平均構成人数 - 世帯: 2.45人 - 家族: 2.92人 収入と家計 - 収入の中央値 - 世帯: 30,294米ドル - 家族: 37,303米ドル - 性別 - 男性: 28,381米ドル - 女性: 19,727米ドル - 人口1人あたり収入: 16,084米ドル - 貧困線以下 - 対人口: 14.1% - 対家族数: 11.1% - 18歳未満: 16.9% - 65歳以上: 15.1% |

## 都市と町
- デイビス
- ドアーティ
- ヒッコリー
- サルファー - 郡庁所在地